# Louis Dubois-Descours, marquis de la Maisonfort
Pour les articles homonymes, voir Dubois, Descours et Maisonfort.

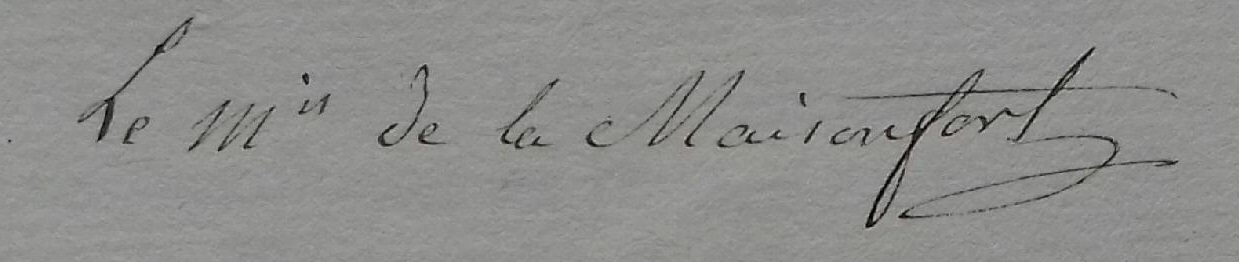
Lettre au duc de Massa (1818).

Antoine François Philippe (dit Louis) Dubois-Descours, marquis de La Maisonfort, né le 23 juin 1763 à Bitry (Nièvre) et décédé le 2 octobre 1827 à Lyon, est un général, diplomate et écrivain français.

## Biographie
Au début de la Révolution, il est officier de cavalerie. En mai 1791, il quitte la France. En 1792, il sert dans l'Armée des émigrés. En 1796, il fonde à Brunswick, avec Louis Fauche-Borel, une imprimerie qui édite des pamphlets royalistes.
En avril 1799, il se rend en Russie. Il y rencontre Louis XVIII et Paul Ier, auxquels il propose un projet de contre-révolution où Barras, qui doit remplir le principal rôle, « ne demande que 12 millions pour lui et ses amis ». Louis XVIII se montre favorable au projet, que ruine le coup d'État du 18 Brumaire (9 novembre 1799). La Maisonfort rejoint Paris en mai 1800 puis gagne l'Angleterre. Il s'y lie avec le comte d'Artois, qui le renvoie en France. En mars 1802, il est arrêté, incarcéré au Temple et déporté à l'île d'Elbe, d'où il s'échappe le 6 février 1803.   
Proscrit, il parcourt toute l'Italie jusqu'à la fin mai 1804, en quête de protection. Après un passage en Grèce, il séjourne à Constantinople en septembre 1804, où Sélim III le reçoit brièvement en audience. Réfugié en Russie le 26 octobre 1804, il y fait la connaissance du comte de Blacas, représentant des intérêts de Louis XVIII. Durant ce séjour de huit ans, il se lie d'amitié avec le duc de Brunswick. De novembre 1806 à mars 1807, il effectue une mission diplomatique à Vienne. En octobre 1812, il part pour la cour de Suède, où il rencontre le prince Bernadotte. Le 18 décembre 1812, il gagne Londres puis séjourne dans l'entourage de Louis XVIII à Hartwell.   
Le 15 avril 1814, il rentre en France. Il compte au nombre des rédacteurs de la déclaration de Saint-Ouen. Le comte de Blacas lui commande divers rapports secrets. En juillet 1814, il s'associe à la rédaction du journal La Quotidienne, qui lui assurera des revenus substantiels  mais qu'il quittera en mai 1817 pour divergence d'opinion, le journal s'opposant au gouvernement. Une ordonnance du 24 août 1815, prenant effet au 30 janvier 1815, le nomme conseiller d'État en service extraordinaire, chargé du contentieux de la maison du Roi. Le 13 mars 1815, il est nommé maréchal de camp. Le 22 août 1815, le département du Nord l'élit représentant à la Chambre des députés, où il officie comme premier secrétaire. Mais malade, il ne sollicite pas de nouveau mandat après la clôture de la session le 5 septembre 1816. Pour l'en dédommager, on le nomme, le 19 juillet 1820, ministre plénipotentiaire près les cours de Toscane et de Lucques, en poste à Florence. 
Alors qu'il regagne l'Italie après un congé de près d'un an, il meurt à Lyon, le 2 octobre 1827, à l'Hôtel de l'Europe sis 26 rue Louis le Grand  (actuelle place Bellecour), victime d'une gangrène. Après un service funèbre en l'église Saint-Martin d'Ainay, il est inhumé le jeudi 4 à l'ancien cimetière de Loyasse.

## Décorations
- Ordre royal et militaire de Saint-Louis (chevalier le 10 février 1798 ; commandeur le 20 août 1823)[3] ;
- Ordre de Saint-Vladimir de Russie (commandeur le 1er mai 1814)[3],[12] ;
- Ordre de la Légion d'honneur (chevalier le 23 mai 1825)[3] ;
- Ordre de Saint-Joseph de Toscane (commandeur)[12].

## Œuvres littéraires
- L'État réel de la France à la fin de 1795, pamphlet politique en 2 volumes (1796) ;
- Le Duc de Monmouth, comédie en 3 actes (1796) ;
- Le valet philosophe, comédie en 3 actes et en prose (1805) ;
- Le Mariage de Daubigné[14] (1806) ;
- Les Trois Tantes, comédie en 5 actes et en vers (1807) ;
- Les Projets de divorce, comédie en un acte et en vers (1809) ;
- L'Héritière polonaise, roman en 3 volumes (1811) ;
- Tableau politique de l'Europe depuis la bataille de Leipzig, pamphlet politique traduit dans presque toutes les langues de l'Europe et comptant jusqu'à 32 éditions (1814) ;
- Le curé de Patinges, comédie (1814) ;
- Cassandre somnambule, comédie (perdue) ;
- Le Portefeuille ou les deux bouquets, comédie (perdue) ;

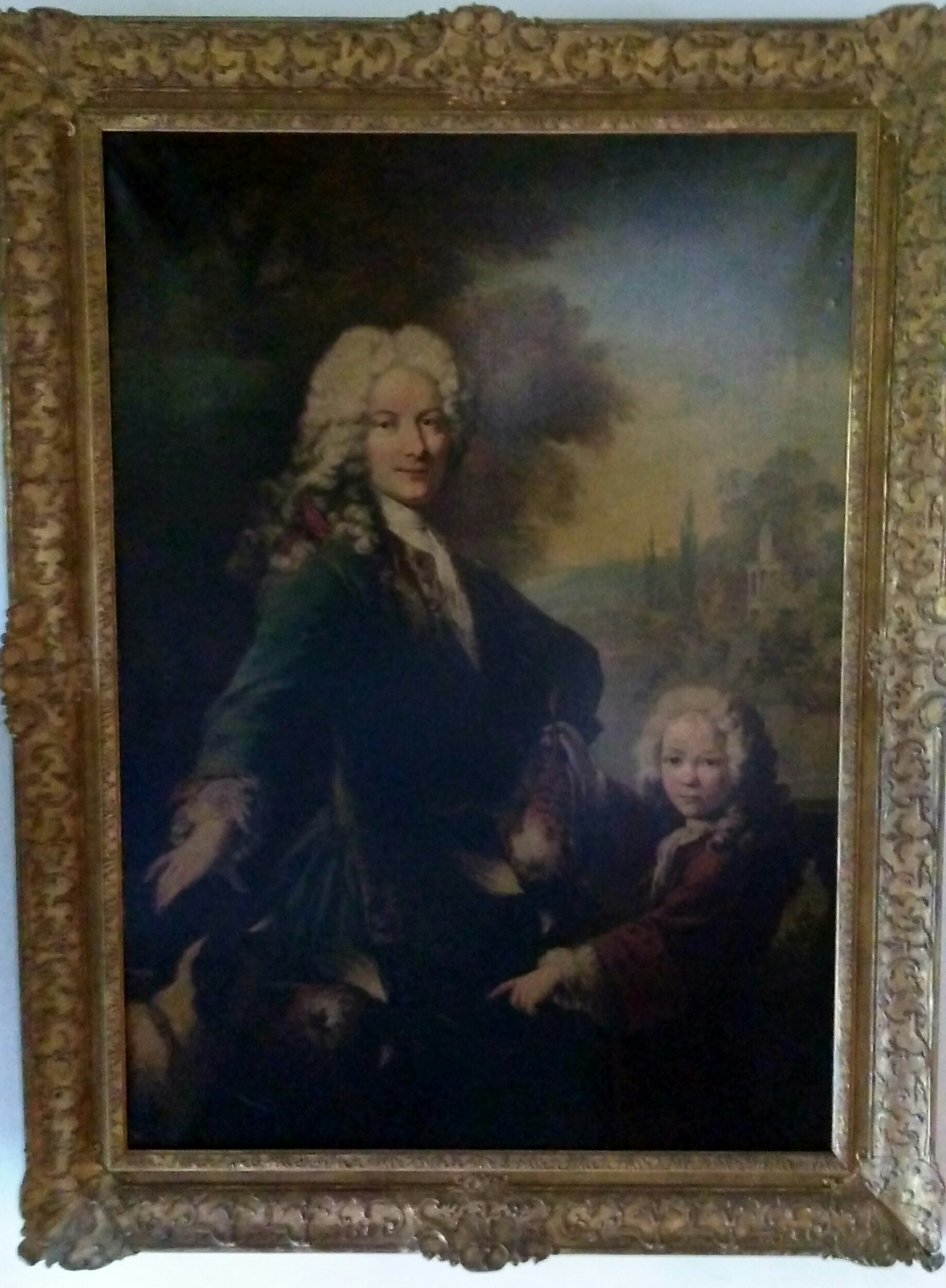
Alexandre Dubois-Descours de la Maisonfort (1680-1754) et son fils François Alexandre Philippe (1738-1784).

etc.

## Famille

### Parents
Antoine François Philippe Dubois-Descours de la Maisonfort est issu de l'union, le 28 février 1761 à Guipronvel (Finistère), de :
- François Alexandre Philippe Dubois-Descours, marquis de la Maisonfort, officier de marine (enseigne de vaisseau), né le 11 décembre 1738 à Versailles - Paroisse Notre-Dame[15] ; décédé le 7 mai 1784 à Cosne-sur-Loire (Nièvre) - Paroisse Saint-Jacques[16] (fils d'Alexandre Dubois-Descours, marquis de la Maisonfort, et de Catherine Chicoyneau)
- et Marie Gabrielle Charlotte Anne de Kergadiou, née le 24 juillet 1739 à Landerneau - Paroisse Saint-Houardon[17] ; décédée le 12 décembre 1828 à Nevers[18].

### Épouse
Le 22 août 1786, il épouse à La Charité-sur-Loire (paroisse Saint-Jacques),,  Pierre Louise Adélaïde Gascoing de Berthun, née le 18 décembre 1761 à La Charité-sur-Loire (paroisse Saint-Jacques) ; décédée le 17 mai 1849 à Nevers, ; fille de Jean Marie Gascoing de Berthun, lieutenant des maréchaux de France et gouverneur de Pouilly (né le 11 décembre 1718 à Patinges (Cher) ; décédé le 15 mars 1771 à La Charité-sur-Loire (paroisse Saint-Jacques) ; marié le 3 février 1756 à La Charité-sur-Loire (paroisse Saint-Jacques) avec Marie Louise Popon des Bertins (née le 8 février 1724 à Gap (paroisse Notre-Dame) ; décédée le 30 mai 1800 (10 prairial an VIII) à Beffes (Cher)).

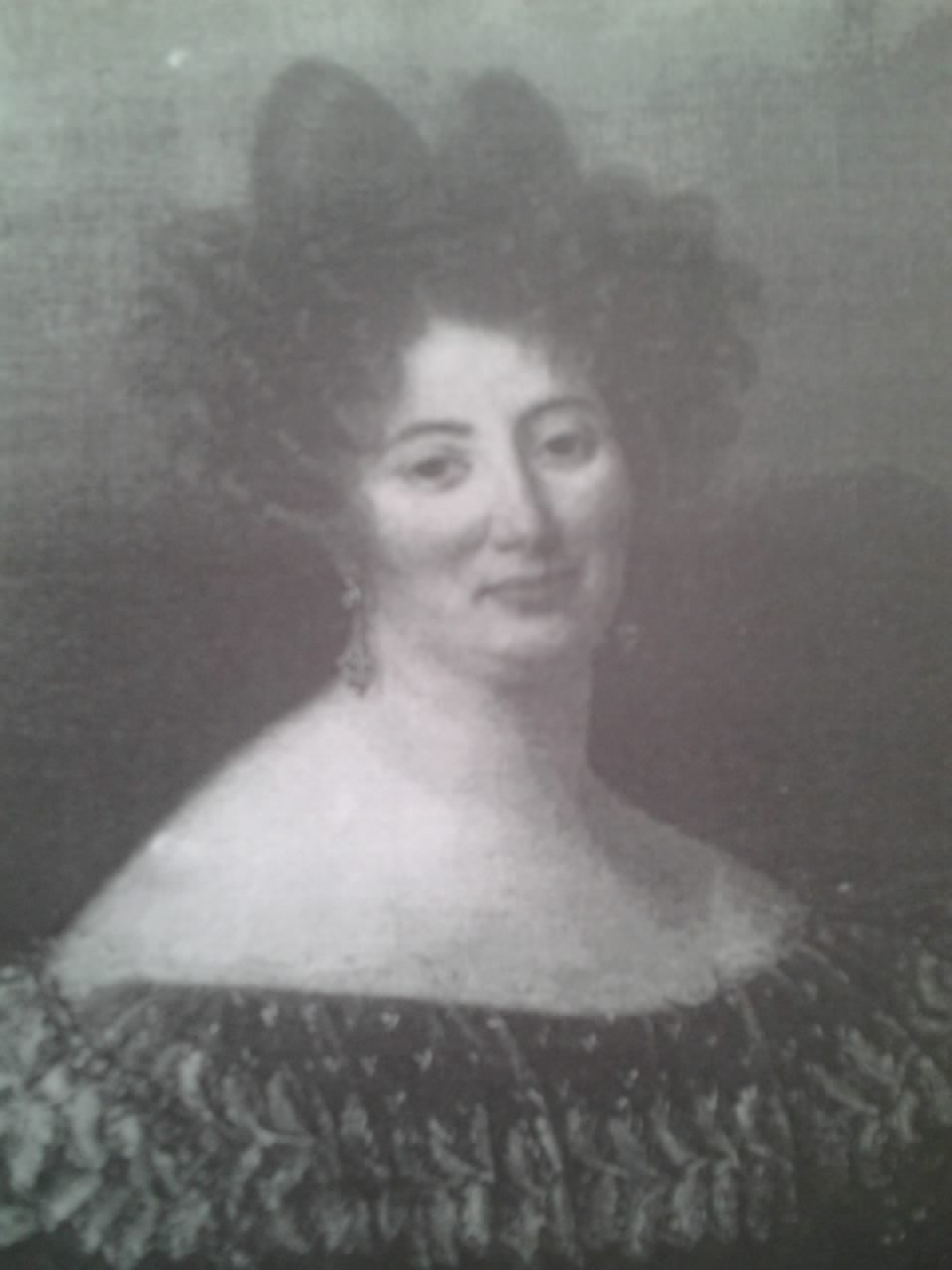
Louise Dubois-Descours de la Maisonfort, épouse de Pron.

### Enfants

Rose Esther Dubois-Descours de la Maisonfort, comtesse de Changy, vers la fin de sa vie.

Il a pour enfants :
- Louise (dite Sarah) Dubois-Descours de la Maisonfort[28], née le 17 mai 1787 à Bitry (Nièvre)[29] ; décédée le 4 septembre 1842 à Beffes (Cher)[30],[31]. Le 1er février 1808, elle épouse à Beffes[32],[33] Louis Jules Barbon Rossignol de Pron (né le 13 novembre 1786 à Nevers - paroisse Saint-Jean[34] ; décédé le 18 novembre 1843 à Saint-Maurice (Val-de-Marne)[35]. Son aliénation mentale, précipitée par un fort éthylisme, entraîne son admission, le 13 mai 1822, à la « maison royale de Charenton »[36]) ;
- Charlotte, née à Bitry à 7 mois, qui ne vécut que 19 jours (19 novembre[37] - 8 décembre 1788) ;
- Maximilien Dubois-Descours, marquis de la Maisonfort, général de division, né le 11 juin 1792 à Bonn (paroisse Saint-Rémi) ; décédé célibataire le 25 mars 1848 à Paris (2e arrondissement ancien).

### Sœurs
Deuxième de quatre enfants, il a trois sœurs :
- Françoise Nicole Marie Dubois-Descours de la Maisonfort, née le 23 janvier 1762 à Brest (paroisse Saint-Louis) ; décédée le 14 juin 1827 à Paris (3e arrondissement ancien). Le 18 avril 1780, elle épouse Étienne François Denis du Coëtlosquet, capitaine de cavalerie, (né le 24 septembre 1756 ; décédé en avril 1814). Elle est mère du général Charles Yves César Cyr du Coëtlosquet ;
- Élisabeth Marie Éléonore Dubois-Descours de la Maisonfort, née le 27 avril 1768 à Brest (paroisse Saint-Louis) ; décédée le 19 septembre 1836[38] à Paris (3e arrondissement ancien). Le 29 avril 1793[39], elle épouse à Paris André François Gonin de Lurieu, officier, conservateur des canaux d'Orléans et du Loiret (né le 27 décembre 1758 à Saint-Étienne - paroisse Notre-Dame ; décédé le 22 octobre 1842[40] à Paris (10e arrondissement ancien)) ;
- Rose Esther Dubois-Descours de la Maisonfort, née le 22 mai 1771 à Brest (paroisse Saint-Louis) ; décédée le 12 mai 1850 à Nevers[41]. Le 2 juin 1790, elle épouse à Paris (paroisse Saint-Côme-et-Damien)[42] François Ignace Carpentier, comte de Changy, capitaine de dragons (né le 5 janvier 1753 à Nevers - Paroisse Saint-Étienne[43]; décédé le 17 avril 1812 à Nevers[44]).